# Süddeutsches Kartell
Bei dem Süddeutschen Kartell handelt es sich um einen seit 1861 bestehenden Zusammenschluss sechs pflichtschlagender Burschenschaften. Es ist einer der ältesten burschenschaftlichen Zusammenschlüsse überhaupt. Es ist nicht zu verwechseln mit dem rund 60 Jahre jüngeren Süddeutschen Kartell innerhalb des KSCV.

## Prinzipien
Das Süddeutsche Kartell versteht sich als ein Bund an sechs Hochschulen und ist nicht erweiterbar. Die innige Gemeinschaft zeigt sich durch regelmäßige gegenseitige Besuche und gemeinsame Veranstaltungen. Daraus entstehen viele Freundschaften mit Studenten außerhalb des eigenen Hochschulortes. Eine einzelne Doppelmitgliedschaft in einer Nicht-SK-Burschenschaft und einem SK-Bund ist nur in Ausnahmefällen und nach Zustimmung des Kartelltages gestattet. Innerhalb des SK ist das Aufnehmen weiterer Bänder unter Berücksichtigung der damit einhergehenden Pflichten ohne Probleme möglich. Das Süddeutsche Kartell lehnt eine parteipolitische oder eine konfessionelle Linie sowie radikale Weltanschauungen strikt ab.

## Geschichte

### Gründung
In der zweiten Hälfte des 19. Jahrhunderts kam es zu Zusammenschlüssen von Studentenverbindungen. Es bildeten sich Verbände und Kartelle. Von großer Bedeutung war das um 1855 entstandene Norddeutsche Kartell, das besonderen Wert auf die „vaterländisch-politische“ Ausbildung legte. Den Gegenpol zu dieser Richtung bildeten das Rote Kartell (Vorgänger des Roten Verbandes) und das 1861 zunächst unter dem Namen Allgemeine Deutsche Burschenschaft gegründete Süddeutsche Kartell.
Ursprung des Letzteren ist der Zusammenschluss von Teutonia Jena und Germania Erlangen im Jahre 1854, die damals schon länger ein enges Freundschaftsverhältnis pflegten. Am 18. Mai 1861 gründeten dann Teutonia Jena und Germania Erlangen unter Beitritt von Allemannia Heidelberg, Germania Tübingen und Allemannia auf dem Pflug zu Halle das Süddeutsche Kartell. 1863 trat Teutonia Kiel dem SK bei, während Allemannia auf dem Pflug zu Halle es 1872 verließ. Grund hierfür war, dass der Keuschheitsgrundsatz in diesem Jahr gegen den Willen der Allemannia Halle aus den Satzungen des SK gestrichen worden war, der bereits in den vorangegangenen Jahren zu heftigen Auseinandersetzungen geführt hatte. 1924 trat die Königsberger Burschenschaft Gothia (heute zu Göttingen) dem SK bei.
Den Namen Süddeutsches Kartell erhielt das SK, das nur zum Teil süddeutsche Burschenschaften umfasste, wohl ursprünglich von seinen Gegnern, weil es in scharfem Widerspruch zum Norddeutschen Kartell stand. Das SK vertrat studentisch-konservative Anschauungen, stellte strenge sittliche Forderungen auf und ließ die politische Bildungsarbeit zunächst hinter die waffenstudentischen Zielsetzungen zurücktreten.

### Entwicklung
Das SK stellte es jeder Burschenschaft frei, sich zu seinen Satzungen zu bekennen und sich ihm anzuschließen. Freilich warb es aber niemals eifrig darum. Am 11. Januar 1862 wurde in Göttingen eine Kartellburschenschaft Normannia (Farben rot-weiß-gold) gegründet. Diese ging aber bereits am 1. Mai 1862 ein. In der Folge verkehrten auswärtige SK-Burschenschafter bei den örtlichen Landsmannschaften und stifteten sogar im Dezember 1864 eine Landsmannschaft Markomannia Breslau.  
1868/69 wurde Teutonia Jena aus dem SK ausgeschlossen und kehrte 1872 in das Kartell zurück. 
Prägend wirkten die Bünde des SK in der allgemeinen Etablierung des Prinzips der Bestimmungsmensur unter den deutschen Burschenschaften, obgleich sie ein reges Contrahage-Verhältnis zu den Corps unterhielten und den studentischen Zweikampf nicht verdammten. Den Gegensatz dazu bildeten die aus dem Progress hervorgegangenen oder progressistisch gesinnten Burschenschaften. Im Rahmen der Versuche der Burschenschaften, einen gemeinsamen Verband zu etablieren, wurde auf Anregung des SK 1870 die Eisenacher Konvention gegründet, die jedoch nur zwei Jahre Bestand hatte.
Erst 1881 konnte mit der Gründung des Allgemeinen Deputierten-Conventes ein Dachverband geschaffen werden, dem auch das SK angehörte und der sich ab 1902 Deutsche Burschenschaft nannte. 1888/89 gehörte das SK dem ADC für knapp ein Jahr nicht an. Grund waren Streitigkeiten im Jenenser DC, der auf dem ADC-Tag in Berlin kulminierten und zum zeitweiligen Austritt der SK-Burschenschaften führte. Germania Erlangen trat 1882 aus dem SK aus und schloss sich ihm erst 1895 wieder an. 
Am Burschentag 1921 kam es nicht zuletzt auf Grund guter Beziehungen der Prager Burschenschaft Arminia zum Süddeutschen Kartell zu einer Arbeitsgemeinschaft mit dem Ostdeutschen Bund, die 1923 zu einem Arbeitsabkommen auf der Grundlage der Richtlinien des Verkehrsverhältnisses erweitert wurde. Das Arbeitsabkommen zwischen Süddeutschem Kartell und Ostdeutschem Bund wurde 1924 und 1925 um Alemannia Stuttgart bzw. Cheruskia Dresden erweitert. Seit 1927 arbeitete das SK in der „Losen Arbeitsgemeinschaft“ eng mit dem Roten Verband (Arminia auf dem Burgkeller, Alemannia Bonn, Bubenruthia) und dem Grün-Weiß-Roten Kartell (Germania Jena, Frankonia Heidelberg, Hannovera Göttingen, Derendingia Tübingen) zusammen.
Als Reaktion auf die Bestrebungen der Verbandsführung mit Otto Schwab an der Spitze, die Deutsche Burschenschaft im Nationalsozialismus zu einem „einheitlichen nationalsozialistischen Bund mit straffer Führung bei weitestgehender Reduzierung des Einflusses der einzelnen Burschenschaften zu machen“, trat am 12. November 1934 das Süddeutsche Kartell geschlossen aus der Deutschen Burschenschaft aus.
Bei der Wiedergründung der Deutschen Burschenschaft nach dem Zweiten Weltkrieg war das SK wieder Mitglied. Die Aktivitas Germania Erlangens trat am 12. Februar 1973 nach Abschaffung der Pflichtmensur als Verbandsprinzip der Deutschen Burschenschaft (DB) aus dem Dachverband aus. Der Germania folgten über die Jahre schließlich auch die anderen Bünde des SK; ein Teil der Altherrenschaften blieb noch eine Zeitlang Mitglied. Die Burschenschaft Teutonia zu Jena trat der DB später wieder bei. Am 17. Juni 2006 trat die Burschenschaft Teutonia zu Jena erneut aus der DB aus. Seitdem sind keine Altherrenschaften und keine Aktivitates des SK mehr Mitglied der DB.

## Mitglieder
- Burschenschaft Teutonia Jena (Gründungsjahr: 1815)
- Burschenschaft Germania Tübingen (Gründungsjahr: 1816)
- Burschenschaft Teutonia zu Kiel (Gründungsjahr: 1817)
- Burschenschaft Germania Erlangen (Gründungsjahr: 1827)
- Burschenschaft Gothia Königsberg zu Göttingen (Gründungsjahr: 1854)
- Burschenschaft Allemannia Heidelberg (Gründungsjahr: 1856)